# Carlo Laverda
Carlo Laverda (Vicenza, 7 gennaio 1947) è un ex velocista italiano.

## Biografia
Ha iniziato l'attività di atletica a Firenze nel 1961, quando studiava al Collegio Alla Querce, con la Società Assi Giglio Rosso del prof. Betti e nella categoria allievi è stato primatista italiano dei 250 metri ad ostacoli e coprimatista dei 60 metri ad ostacoli vincendo i rispettivi titoli nazionali allievi. Rientrato a Vicenza dove terminò il liceo classico fu allenato dal prof. Guido Perraro e sotto la sua guida conquistò due titoli studenteschi con il liceo Pigafetta e nel 1964 entrò a far parte della nazionale Juniores di atletica 100, 200 e staffetta 4x100) partecipando a numerose manifestazioni internazionali. È poi approdato alla Nazionale maggiore nel 1966, quando il responsabile del settore velocità e ostacoli era Saldro Calvesi, come componente della staffetta 4×100 metri assieme a Berruti, Giani, Giannattasio, Ottolina, Preatoni e Sguazzero.
Nel 1968 ha partecipato ai Giochi della XIX Olimpiade di Città del Messico come riserva della staffetta 4x100 i cui titolari, settimi in finale, erano Livio Berruti, Ennio Preatoni, Sergio Ottolina e Angelo Sguazzero.
Nel 1969 vinse il titolo italiano di staffetta 4x100 assieme a Preatoni, Cellerino e Sguazzero con i colori dell'Aeronautica Militare.
I suoi primati personali (con cronometraggio manuale) sono: 100 m 10"4 - 200 m 21"1 - 400 m 49"9

## Palmarès
| Anno | Manifestazione          | Sede   | Evento      | Risultato | Prestazione | Note  |
| ---- | ----------------------- | ------ | ----------- | --------- | ----------- | ----- |
| 1967 | Giochi del Mediterraneo | Tunisi | 4×100 metri | Oro       | 40"65       | [ 2 ] |